# Östra Kroktjärnen, Värmland
Östra Kroktjärnen är en sjö i Filipstads kommun i Värmland och ingår i Göta älvs huvudavrinningsområde. Sjön har en area på 0,0987 kvadratkilometer och ligger 214,3 meter över havet.

## Delavrinningsområde
Östra Kroktjärnen ingår i det delavrinningsområde (665290-141358) som SMHI kallar för Mynnar i Mögreven. Medelhöjden är 276 meter över havet och ytan är 8,65 kvadratkilometer. Det finns inga avrinningsområden uppströms utan avrinningsområdet är högsta punkten. Vattendraget som avvattnar avrinningsområdet har biflödesordning 4, vilket innebär att vattnet flödar genom totalt 4 vattendrag innan det når havet efter 384 kilometer. Avrinningsområdet består mestadels av skog (86 procent). Avrinningsområdet har 0,17 kvadratkilometer vattenytor vilket ger det en sjöprocent på 2 procent.